# Patience (album de George Michael)
Pour les articles homonymes, voir Patience (homonymie).
Albums de George Michael
Songs from the Last Century
(1999) Twenty Five
(2006)
Singles
1. Freeek!
Sortie : mars 2002
2. Shoot the Dog
Sortie : juillet 2002
3. Amazing
Sortie : mars 2004
4. Flawless (Go to the City)
Sortie : juin 2004
5. Round Here
Sortie : novembre 2004
6. John and Elvis Are Dead
Sortie : octobre 2005 (en téléchargement seulement)

Patience est le cinquième et dernier album studio de George Michael, sorti en mars 2004. Patience signe le retour de George Michael, après son dernier album Songs from the Last Century, sorti en 1999. En 2004, Patience se classe no 1 au UK Albums Chart et no 2 en Australie. L'album a atteint le top cinq dans la plupart des hit-parades européens et a culminé à la 12e position aux États-Unis. Patience s'est vendu à environ quatre millions d'exemplaires dans le monde. Six singles sont extraits de l'album Patience, dont Freeek! et Shoot the Dog, qui étaient déjà sortis en 2002.

## Liste des chansons
| 1.    | Patience                                | George Michael                                                                             | 2:53 |
| 2.    | Amazing                                 | Johnny Douglas et George Michael                                                           | 4:25 |
| 3.    | John and Elvis Are Dead                 | David Austin et George Michael                                                             | 4:23 |
| 4.    | Cars and Trains                         | Johnny Douglas et George Michael                                                           | 5:51 |
| 5.    | Round Here                              | George Michael                                                                             | 5:55 |
| 6.    | Shoot the Dog                           | George Michael, Ian Burden et Phil Oakey (sample de Love Action (I Believe in Love))       | 5:07 |
| 7.    | My Mother Had a Brother                 | George Michael                                                                             | 6:17 |
| 8.    | Flawless (Go to the City)               | Paul Alexander, Eric Matthew, George Michael, Olivier Stumm, Gary Turnier et Nashom Wooden | 6:51 |
| 9.    | American Angel                          | Ruadhri Cushnan, Niall Flynn, James Jackman et George Michael                              | 4:07 |
| 10.   | Precious Box                            | George Michael                                                                             | 7:39 |
| 11.   | Please Send Me Someone (Anselmo's Song) | George Michael, John Barry et Hal David (pour des éléments de Moonraker)                   | 5:26 |
| 12.   | Freeek! '04                             | Ruadhri Cushnan, Niall Flynn, James Jackman et George Michael                              | 4:28 |
| 13.   | Through                                 | George Michael                                                                             | 5:22 |
| 14.   | Patience Pt. II                         | George Michael                                                                             | 1:30 |
| 70:14 |                                         |                                                                                            |      |

## Musiciens et personnel
- George Michael : chant, guitare, basse, claviers, piano, arrangements, production
- Ruadhri Cushnan : claviers, arrangements, production
- James Jackman : claviers, arrangements, production
- John Douglas : claviers, programmation, production
- David Austin : claviers, programmation
- Pete Gleadall : claviers additionnels, programmation
- Luke Smith : pianos électrique Wurlitzer et Fender Rhodes
- Chris Cameron : piano
- Phil Palmer : guitare
- Michael Brown : guitare
- Graham Silbiger : basse
- Jo Bryant : chœurs
- Joel Bryant : chœurs
- David Arnold : orchestration
- Niall Flynn : production